# رود (فیلم ۱۹۲۹)
رود (انگلیسی: The River) فیلمی به کارگردانی فرانک بورزیگی است که در سال ۱۹۲۹ منتشر شد. از بازیگران آن می‌توان به چارلز فارل و ماری دانکن اشاره کرد.